# (90918) Jasinski
(90918) Jasinski est un astéroïde de la ceinture principale.

## Description
(90918) Jasinski est un astéroïde de la ceinture principale. Il fut découvert le 2 août 1997 à Castres par Alain Klotz. Il présente une orbite caractérisée par un demi-grand axe de 2,31 UA, une excentricité de 0,16 et une inclinaison de 4,2° par rapport à l'écliptique.

## Compléments